# نورما هاريس
نورما هاريس (بالإنجليزية: Norma Harris)‏ هي عداءة سريعة أمريكية، ولدت في 22 أبريل 1947.